# Hunze

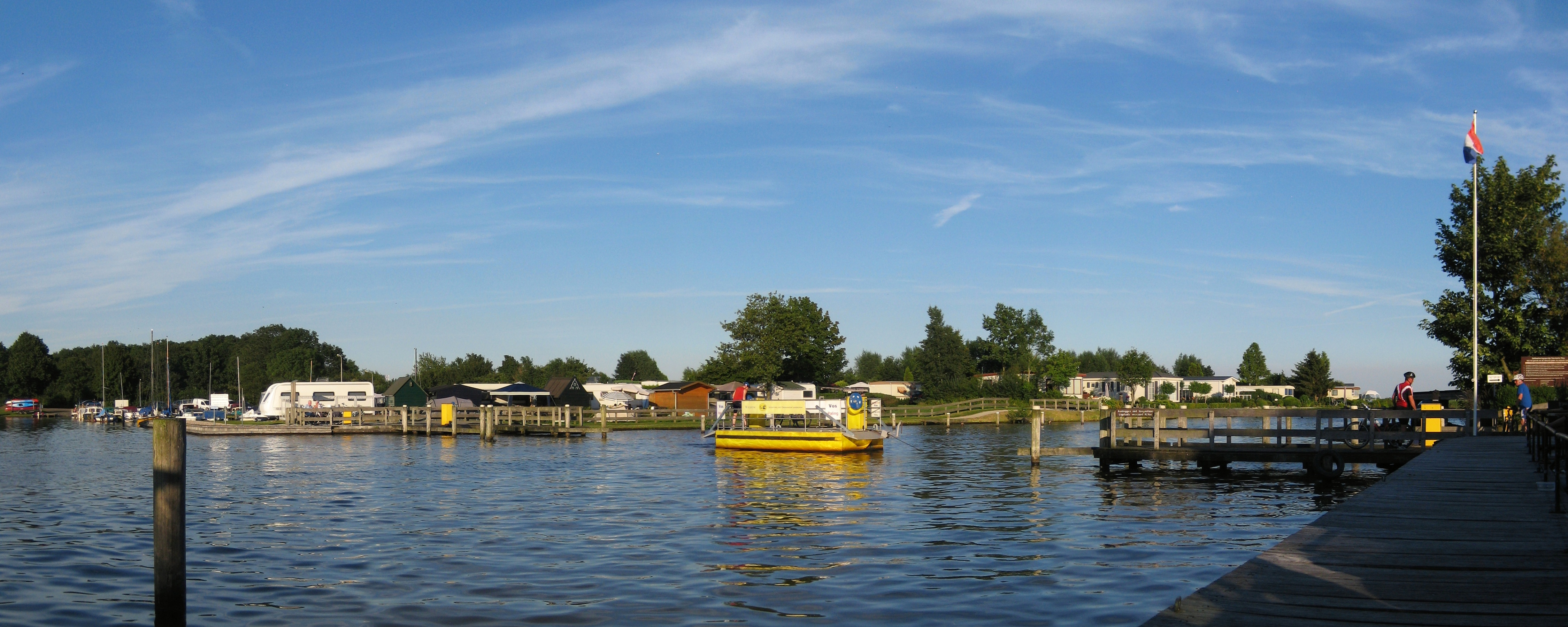
Paesi Bassi: il fiume Hunze

La Hunze, conosciuta anche come Oostermoersche Vaart, è un fiume del nord-est dei Paesi Bassi, che scorre al confine tra le province della Drenthe e di Groninga. 
Il nome di questo fiume si ritrova in quello della  municipalità di Aa en Hunze, creata nel 1998.

## Etimologia
Il nome Hunze deriva probabilmente dal termine germanico hun, che significa "fango", "melma".

## Geografia
La Hunze sorge all'altezza del villaggio di Gasselternijveen (Drenthe) dalla confluenza dell'Achterste Diep e del Voorste Diep.

## Storia
Il fiume ha avuto una grande importanza per il trasporto della torba verso la città di Groninga.